# Антонио Дзугарели
Антонио „Тонино“ Дзугарели (на италиански: Antonio Zugarelli) е италиански тенисист.

## Биография
Антонио Дзугарели е роден на 17 януари 1950 г. в Рим, Италия. Баща му е зидар, който идва в Рим от Сицилия. От малък Тонино е принуден да работи, за да помага на семейството си. Печели допълнителни пари, като сервира топки и почиства кортове в тенис клубове. На 8-годишна възраст върху ръката му пада купчина дървени летви и лекарите са принудени да ампутират фалангата на дясната му ръка, което впоследствие повлиява на необичайния му захват на ракетата.

## Кариера
Антонио Дзугарели печели 1 титла на сингъл и 1 на двойки от тенис тура Гран При. Той е член на италианския отбор, който печели Купа Дейвис през 1976 г.

## Кариерна статистика

### Финали на сингъл (1 титли; 2 финала)
|        | П–З | Година | Турнир       | Клас     | Настилка | Опонент          | Резултат           |
| ------ | --- | ------ | ------------ | -------- | -------- | ---------------- | ------------------ |
| Победа | 1–0 | 1976   | Швеция Оупън | Гран При | Клей     | Корадо Барадзути | 4–6, 7–5, 6–2      |
| Загуба | 1–1 | 1977   | Италия Оупън | Гран При | Клей     | Витас Герулайтис | 2–6, 6–7, 6–3, 6–7 |